# Liste von Persönlichkeiten der Stadt Chełmno
Diese Liste enthält Persönlichkeiten, die in der Stadt Chełmno bzw. Culm/Kulm geboren wurden oder in ihr gewirkt haben.

## Ehrenbürger
- 1856 Wojciech Łożyński (1808–1884), Pädagoge
- 1888–1920 7 Personen[1]
- 1924 Marcin Jagodziński
- 1924 Józef Haller, General
- 1926 Walenty Fiałek (1852–1932), Verleger
- (1927/39) Zygmunt Rogala, Priester
- (1927/39) Ignacy Mościcki
- 2012 Zofia Zych (1928–2012), Ärztin
- 2012 Jan Kujaczyński (* 1925), Priester
- 2012 Jerzy Kałdowski (1931–2015), Historiker
- 2012 Stefan Rafiński (* 1929), Historiker

## Geboren in der Stadt

### 1772 bis 1919
- Carl von Imhoff (1790–1854), preußischer Landrat des Kreises Rheinbach
- Gustav von Imhoff (1793–1875), preußischer Generalmajor
- Eduard Küntzel (1793–1860), preußischer Generalmajor
- Otto Techow (1806 – n. 1870), Rittergutsbesitzer sowie Mitglied des Reichstags und des Zollparlaments
- Wojciech Łożyński (1808–1884), Pädagoge in Posen und Culm
- Rudolf von Broecker (1817–1890), preußischer Generalleutnant
- Roderich von Erckert (1821–1900), Ethnograph und Kartograph
- Philipp Wessel (1826–1855), Burschenschafter, Geograph und Paläobotaniker
- Hermann Paul Gerhard (1827–1881), Jurist und Mitglied des deutschen Reichstags
- Anton Maranski (1832–1897), katholischer Pfarrer und Mitglied des Reichstags
- Adolph Kießling (1837–1893), Klassischer Philologe
- Oscar Binseel (1839–1905), Jurist und Zeitschriften-Herausgeber
- Johann Kießling (1839–1905), Pädagoge, Physiker und Meteorologe
- Eduard Kiewning (1843–1937), Fotograf, Fotochemiker und Pionier der Farbfotografie
- Adolf Wach (1843–1926), Rechtswissenschaftler
- Julius Bachmann (1844–1924), Jurist, Bürgermeister von Bromberg und Mitglied des Preußischen Herrenhauses
- Hans Carl Federath (1848–1914), preußischer Landrat und Besitzer mehrerer Eisenhütten
- Paul Herzke (1852–1934), Bäckermeister und Politiker (DDP)
- Botho Franz Wolfgang von Trotha (1853–1929), erster Bürgermeister der Stadt Sterkrade
- Antoni Grabowski (1857–1921), Chemiker und Esperanto-Aktivist
- Friedrich Fülleborn (1866–1933), Tropenmediziner und Naturwissenschaftler
- Hermann Löns (1866–1914), Journalist und Schriftsteller
- Siegfried Szamatólski (1866–1894), Literaturhistoriker
- Salomon Samuel (1867–1942), Rabbiner der Essener Synagogengemeinde
- Antoni Piotrowicz (1869–1923), Maler
- Ernst Bischoff-Culm (1870–1917), Maler, Illustrator und Radierer
- Erich von Tschischwitz (1870–1958), General
- Georg Hirschberg (1873–1955), Jurist
- Otto Lentz (1873–1952), Hygieniker und Bakteriologe, Direktor des Robert-Koch-Instituts
- Felicitas von Baczko (1877–1957), Fotografin der Neuen Sachlichkeit
- Franz Schultz (1877–1950), Germanist und Universitätsprofessor in Straßburg, Freiburg, Köln und Frankfurt/M.
- Benedict Lachmann (1878–1941), Schriftsteller und Buchhändler
- Anselm Ruest (d. i. Ernst Samuel, 1878–1943), jüdischer Publizist, Philologe, Philosoph
- Christoph Natter (1880–1941), Maler, Bildhauer und Kunstpädagoge
- Otto Moll (1882–1968), Neuphilologe, Botaniker und Zoologe
- Georg Salzberger (1882–1975), deutsch-britischer Rabbiner und Publizist
- Walter Eschenbach (1883–1936), Domorganist in Königsberg i. Pr.
- Eugen Stabe (1885–1968), Radrennfahrer
- Friedrich-Carl Cranz (1886–1941), Generalleutnant im Zweiten Weltkrieg
- Heinz Guderian (1888–1954), General im Zweiten Weltkrieg
- Maksymilian Raszeja (1889–1939), Theologe und Professor am Pelpliner Priesterseminar
- Ernst Wilhelm Lotz (1890–1914), Lyriker des Expressionismus
- Karl Rothe (1891–1944), Gutsbesitzer, Rennreiter und Pferdezüchter
- Walter Schilling (1895–1943), Generalleutnant im Zweiten Weltkrieg
- Kurt Schumacher (1895–1952), Politiker, Parteivorsitzender der SPD
- Franciszek Raszeja (1896–1942), Mediziner und Hochschullehrer
- Johannes Boesler (1898–1970), Verfahrenstechniker
- Julius-Karl von Engelbrechten (1900–1971), Schriftsteller
- Rudolf Karnick (1901–1994), Pädagoge und Hochschullehrer
- Leon Raszeja (1901–1939), Jurist
- Eberhard Doege (1910–1999), Jurist und Politiker
- Heinz Wissemann (1912–2001), Slawist, Indogermanist und Hochschullehrer

### 1920 bis 1945
- Brygida Kürbis (1921–2001), Mittelalterhistorikerin
- Horst Czerwinski (1922 – n. 1993), SS-Unterscharführer und Lagerführer von Außenlagern des KZ Auschwitz
- Eugeniusz Wyzner (* 1931), Diplomat und Vertreter Polens bei den Vereinten Nationen
- Joachim Grubich (1935–2025), Organist und Musikpädagoge
- Gerhard Rein (* 1936), Journalist und Autor
- Brunon Bendig (1938–2006), Boxer
- Ingvild Goetz (* 1941), Kunstsammlerin und Kuratorin
- Gottfried Gabriel (* 1943), Philosoph und Professor
- Michael Otto (* 1943), Unternehmer, Ehrenvorsitzender des Aufsichtsrats der Otto-Gruppe

### Ab 1946
- Krzysztof Wysocki (* 1956), polnischer Basketballspieler und deutscher Basketballtrainer
- Grzegorz Mielcarski (* 1971), Fußballspieler
- Jakub Zabłocki (1984–2015), Fußballspieler
- Katarzyna Bryda (* 1990), Volleyballspielerin

## Wirkten in der Stadt
- Heidenreich von Kulm (≈1200–1263), Provinzial des Dominikanerordens in Polen und erster Bischof von Kulm im Deutschordensland Preußen
- Konrad Bitschin (≈1400 – n. 1464), deutscher Theologe, Jurist und Chronist; als Stadtschreiber in Kulm tätig
- Barbara Koppernigk (1464/70 – n. 1517), Äbtissin des Zisterzienserinnenklosters in Kulm
- Johann Hoppe (≈1512–1565), deutscher Pädagoge und Schulreformer
- Grzegorz Gerwazy Gorczycki (≈1664/67–1734), polnischer Komponist, Priester und Pädagoge; wirkte zwei Jahre als Pädagoge in Kulm
- Johann von Buddenbrock (1707–1781), preußischer General; unter seiner Leitung entstand die Kulmer Kadettenanstalt
- Wilhelm von Woyna (1784–1865), preußischer Generalmajor und Kommandeur des Kadettenhauses in Kulm
- Józef Gółkowski (1787–1871), polnischer Verleger, Herausgeber polnischer Zeitungen; gründete Amateurtheater
- Wilhelm Theodor Lohde (≈1800–1873), deutscher Verleger in Danzig, Thorn und Culm
- Carl Brandt (≈1815–1893), deutscher Verleger in Culm; erwarb 1848 eine Buchhandlung in Culm und gründete eine Buchdruckerei
- Ignacy Danielewski (1829–1907), polnischer Verleger und Publizist
- Ludwik Rydygier (1850–1920), deutsch-polnischer Chirurg, Urologe und Hochschullehrer
- Bolesława Maria Lament (1862–1946), polnische Ordensschwester; gründete 1922 das erste Mutterhaus der Ordensgemeinschaft in Chełmno
- Paul Goesch (1885–1940), deutscher Maler und Architekt; von 1915 bis 1917 Regierungsbaumeister in Kulm